# Династија
Династија је појам који означава чланове исте породице, најчешће краљевске или царске, а који владају неким политичким ентитетом у наследном праву. Историчари често посматрају историју многих суверених држава унутар оквира сукцесивних династија, на пример, историју древног Египта, и Персије. Већим делом европске политичке историје доминирале су династије као што су Каролинзи, Анжујци, Капете, Бурбони, Хабзбурзи, Стјуарти, Хоенцолерни и Романови. До 19. века, сматрало се уобичајеним да је легитимна функција монарха била да увећа славу своје династије, тј. да повећа територију, богатство и моћ чланова породице.
У већини случајева наследник се одређује по мушкој линији фамилије. Међутим, мушки који су били потомци династије су преко женских особа усвојили име неке друге династије како би ојачали своју позицију или наследство (нпр. династија Орање, Багратион, Хабзбург-Лорен).

## Капиталистичка династија
Термин „капиталистичка династија”, често се користи у левичарским политичким круговима. Први пут је почео да се користи у Совјетском Савезу и државама Варшавског пакта. Реч се најчешће односи на председнике и политичаре из САД који су родбински повезани. Ту се најчешће мисли на бивше председнике САД, рођаке Теодора и Френклина Рузвелта, оца и сина Џорџа Буша I и на његовог сина Џорџа Буша II, као и на Била Клинтона и његову супругу Хилари Клинтон.

## Комунистичка династија
Термин „комунистичка династија”, све чешће је почео да се употребљава у западним медијима. Реч се најчешће односи на породицу Ким у Демократској Народној Републици Кореји, због преношења власти са оца на сина. Такође, исти термин може да се односи и на породицу Кастро из Социјалистичке Републике Кубе, због преношења власти са старијег брата Фидела Кастра на његовог млађег брата Раула.